# 柄果角果藻
柄果角果藻（学名：Zannichellia palustris var. pedicellata）为茨藻科角果藻属下的一个变种。